# Currier Museum of Art
Il Currier Museum of Art è un museo d'arte di Manchester, negli Stati Uniti d'America.
Il museo ospita una vasta collezione di più di 15 000 pezzi, inclusi dipinti, sculture, fotografie, strumenti musicali, vasellame, stoviglie, pezzi d'arredamento e orologi.

## La Zimmerman House e la Kalil House
Del complesso museale fanno anche parte due abitazioni in stile usoniano costruite dall'architetto Frank Lloyd Wright: la Zimmerman House e la Kalil House. Entrambe realizzate negli anni cinquanta, si trattano degli unici edifici costruiti dall'architetto nella Nuova Inghilterra accessibili al pubblico.